# دمية وثابة
الدُمية الوثّابة هي دمية خشبية مسطحة مُمَفصَلة، وهي عبارة عن دمج بين أراجوز ودمية ورقية وتعتبر لعبة ميكانيكية. ترتبط مفاصل الدمية بخيط يتسبب في تحرك الذراعين والساقين لأعلى ولأسفل عند سحب الخيط وإفلاته.